# 拉頓 (新墨西哥州)
拉頓（英語：Raton）是一個位於美國新墨西哥州科爾法克斯縣的城市。同時該地也是科爾法克斯縣的縣治。

## 地方資料
拉頓的座標為36°53′49″N 104°26′24″W / 36.89694°N 104.44000°W，而該地的海拔高度為1759米（即5771英尺）。根據2020年美國人口普查，該地共人口6041人，而該地的面積約為20.62平方千米。